# خانه بیک علیهای قدیم
خانه بیک علیهای قدیم مربوط به اواخر دوره قاجار است و در شهرستان نائین، بخش انارک، شهر انارک، خیابان مکارم، پلاک ۳۵ واقع شده و این اثر در تاریخ ۱۸ آذر ۱۳۸۷ با شمارهٔ ثبت ۲۳۹۱۷ به‌عنوان یکی از آثار ملی ایران به ثبت رسیده‌است.